# Draba rectifructa
Draba rectifructa är en korsblommig växtart som beskrevs av Charles Leo Hitchcock. Draba rectifructa ingår i släktet drabor, och familjen korsblommiga växter. Inga underarter finns listade i Catalogue of Life.